# Terry Fair
Terrance Delon Fair (Phoenix, 20 luglio 1976) è un ex giocatore di football americano statunitense che ha militato nel ruolo di cornerback nella National Football League (NFL).

## Carriera
Dopo avere giocato al college a Tennessee, Fair fu scelto come 20º assoluto nel Draft NFL 1998 dai Detroit Lions. Vi giocò per quattro stagioni con un massimo di quattro intercetti nel 1999. Dopo avere militato nel 2002 con i Carolina Panthers, fece un breve ritorno nel 2005 con i St. Louis Rams disputando cinque partite.

## Palmarès
- PFWA All-Rookie Team - 1998

## Statistiche
| Tackle     | 215 |
| Sack       | 1,0 |
| Intercetti | 7   |